# مالا گرابوونیتسا (بروس)
مالا گرابوونیتسا (به صربی: Mala Grabovnica) یک منطقهٔ مسکونی در صربستان است که در بروس واقع شده‌است. مالا گرابوونیتسا ۱۸۲ نفر جمعیت دارد.